# Подгорје под Черином
Подгорје под Черином (словен. Podgorje pod Čerinom) је насељено место у општини Војник, Савињска регија, Словенија.

## Историја
До територијалне реорганизације у Словенији било је у саставу старе општине Цеље.

## Становништво
У попису становништва из 2011. године, Подгорје под Черином је имало 99 становника.
| Број становника према пописима | Број становника према пописима | Број становника према пописима |
| ------------------------------ | ------------------------------ | ------------------------------ |
| 1991                           | 2002                           | 2011                           |
| 90                             | 96                             | 99                             |

Напомена: До 1953. исказивано под именом Подгорје.